# (12714) Алким
(12714) Алким (др.-греч. Αλκιμος) — типичный троянский астероид Юпитера, движущийся в точке Лагранжа L4, в 60° впереди планеты. Астероид был открыт 15 апреля 1991 года американскими астрономами Кэролин и Юджином Шумейкерами в Паломарской обсерватории и назван в честь Алкима, одного из персонажей древнегреческой мифологии. 

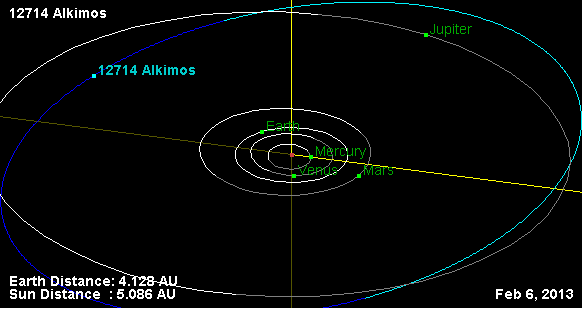
Орбита астероида Алким и его положение в Солнечной системе